# Igor Łasicki
Igor Łasicki (Wałbrzych, 26 juni 1995) is een Pools voetballer die bij voorkeur als centrale verdediger speelt. Hij tekende in 2012 bij SSC Napoli.

## Clubcarrière

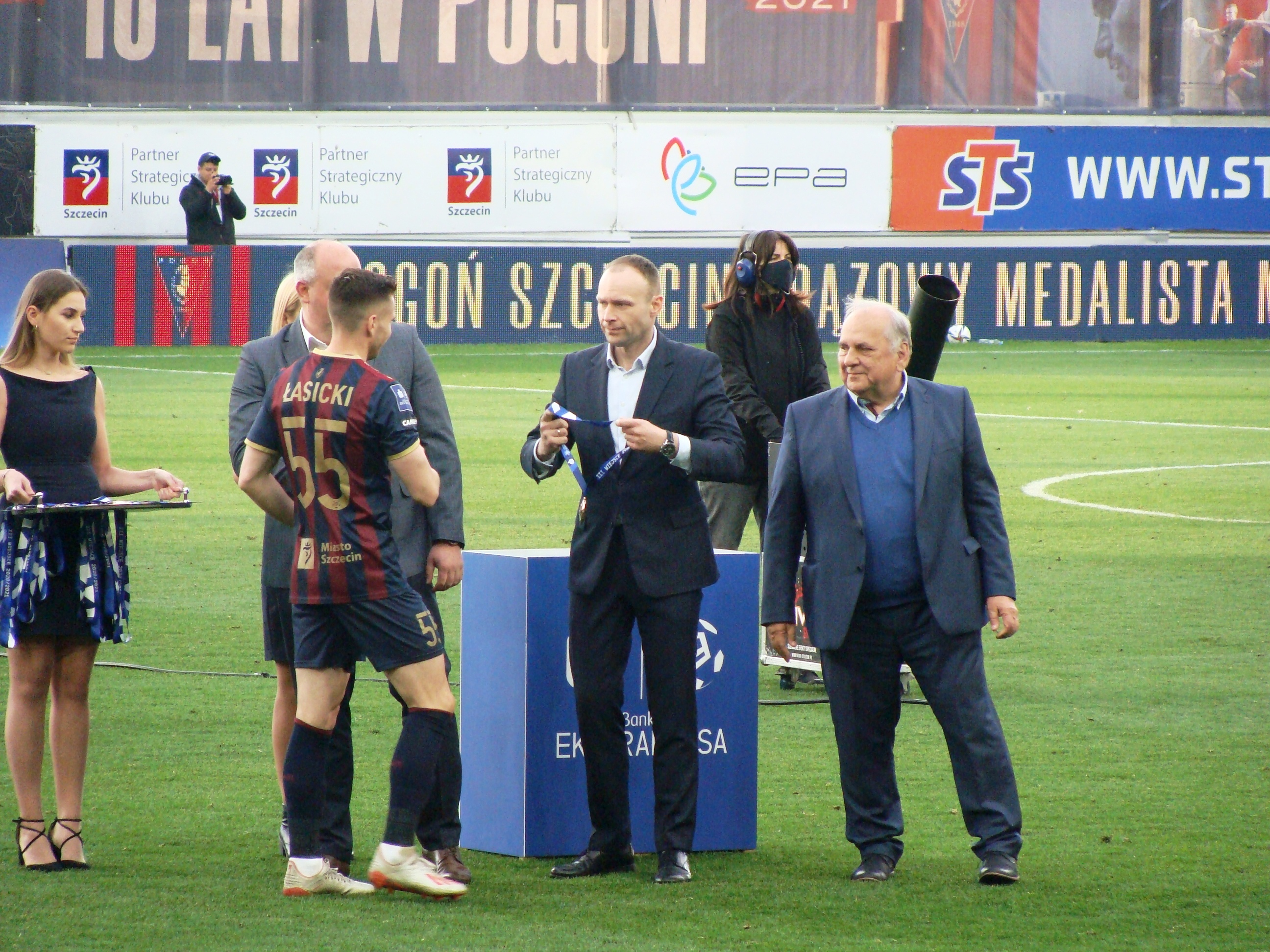
Łasicki als speler van Pogoń Szczecin

Łasicki speelde in de jeugd bij Górnik Boguszów-Gorce, Górnik Wałbrzych en Zagłębie Lubin. In 2012 trok hij naar het Italiaanse SSC Napoli. Op 18 mei 2014 debuteerde hij in de Serie A tegen Hellas Verona. Napoli liet hem wedstrijdervaring op doen in de Lega Pro Prima Divisione bij AS Gubbio 1910, AC Maceratese en  Rimini. In 2016 keerde de centrumverdediger terug bij Napoli, waar hij aansloot bij het eerste elftal.

## Interlandcarrière
Łasicki kwam reeds uit voor diverse Poolse nationale jeugdelftallen. In 2015 debuteerde hij in Polen –21.